# 379 Huenna
379 Huenna là một tiểu hành tinh hơi lớn ở vành đai chính. Nó thuộc nhóm tiểu hành tinh Themis, được xếp loại tiểu hành tinh kiểu C, và dường như được cấu tạo bằng vật liệu cacbonat.
Tiểu hành tinh này do Auguste Charlois phát hiện ngày 8.01.1894 ở Nice, và được đặt theo tên đảo Hven của Thụy Điển, nơi có 2 đài thiên văn.
Một vệ tinh đường kính 7 km tạm đặt tên là S/2003 (379) 1, được Jean-Luc Margot phát hiện ngày 14.8.2003 khi sử dụng kính thiên văn quang học thích nghi Keck II ở Mauna Kea (Hawaii). Vệ tinh này di chuyển ở quỹ đạo 3400±11 km cách 80,8±0,36 d với một độ lệch tâm 0,334±0,075 .